# Роговцева, Ада Николаевна
А́да Никола́евна Ро́говцева (укр. Ада Миколаївна Роговцева; род. 16 июля 1937, Глухов, УССР, СССР) — советская и украинская актриса театра и кино, театральный педагог. Герой Украины (2007), народная артистка СССР (1978), лауреат Государственной премии УССР имени Т. Г. Шевченко (1981), Государственной премии Украины имени А. П. Довженко (2017).

## Биография
Родилась 16 июля 1937 года в Глухове (ныне Шосткинский район, Сумская область, Украина).
Отец, Николай Иванович Роговцев, имел два высших образования, окончив индустриальный и сельскохозяйственный институты, работал в НКВД. Во время войны служил в охране у Н. С. Хрущёва. Мать, Анна Митрофановна Зайковская, по специальности агроном. В 1948 году семья переехала из Киева в Полтаву.
Училась в общеобразовательной школе № 10 имени В. Г. Короленко в Полтаве. В 1959 году окончила Киевский институт театрального искусства имени И. Карпенко-Карого (ныне Киевский национальный университет театра, кино и телевидения имени И. К. Карпенко-Карого), мастерскую К. П. Степанкова.
С 1959 года актриса Киевского русского драматического театра имени Леси Украинки, прослужила в нём 35 лет.
Много играет в кино и на сцене. Роль Натальи Башкирцевой в фильме «Укрощение огня» (1972) стала символом женственности и супружеской верности. Роль Анны в киноэпопее «Вечный зов» (1973—1983) сделала актрису любимицей всей страны.
После ухода из Театра имени Леси Украинки гастролировала с концертными программами и камерными театрами Украины и России. Играла во многих спектаклях Романа Виктюка, с 1994 по 1997 и с 2007 по 2012 год работала в Киевском академическом театре драмы и комедии на левом берегу Днепра. В 2016 году вернулась в театр с возрождённым аншлаговым спектаклем «Вася должен позвонить».
Много лет преподавала актёрское мастерство в Киевском институте театрального искусства имени И. К. Карпенко-Карого, а также на кафедре дикторов и ведущих телепрограмм Киевского университета культуры и искусств.
Была членом Советского комитета защиты мира. С 1992 года член Комитета по Государственным премиям Украины имени Т. Г. Шевченко при Кабинете Министров Украины. Член Телевизионной академии Украины (1997).
Член КПСС с 1967 года, более 20 лет была членом партбюро, избиралась секретарём парткома театра и делегатом XXVII съезда КПСС.

## Общественная позиция
В 1998 году на парламентских выборах выдвигалась в первой пятёрке блока «Партия труда и Либеральная партия вместе».
В 2004 году активно поддержала Оранжевую революцию, выступала на площади с речами под оранжевым флагом. Президент Украины В. А. Ющенко присвоил ей к 70-летию звание Героя Украины.
В 2014 году после аннексии Крыма Российской Федерацией, не признанной большей частью международного сообщества, и начала войны на Донбассе назвала Россию государством-агрессором. Неоднократно посещала с выступлениями передовую ВСУ на Донбассе в зоне проведения антитеррористической операции объединённых сил (АТО/ООС).
В августе 2014 года в беседе с изданием «Гордон» Роговцева раскритиковала реакцию общественного мнения в России на выступления Андрея Макаревича:

Ведь Россия же с нами не воюет, с её точки зрения. Тогда почему они так сердятся на Макаревича? Если войны нет, а человек поехал и принял одну из сторон конфликта, то почему Россия так должна на это реагировать?! Чему он изменил и кого он предал?! Против чьей воли он пошёл?! Ему нельзя ездить и выступать?! Я не вижу даже предмета разговора… Всё это вызывает недоумение и великую-великую горечь.
В 2015 году за свои проукраинские взгляды и высказывания относительно конфликта Российской Федерации и Украины актриса стала персоной нон грата в РФ, где на неё завели уголовное дело.
После полномасштабного российского вторжения на Украину в феврале 2022 года возглавила наблюдательный совет фонда «Мы победим», созданного главнокомандующим Вооружёнными силами Украины Валерием Залужным для координации волонтёров.

## Семья
Муж (с 1959) — Константин Степанков (Волощук) (1928—2004), актёр театра и кино, педагог, народный артист СССР (1977).
Сын Константин Степанков (1962—2012), актёр, режиссёр театра и кино, участвовал в ликвидации последствий аварии на Чернобыльской АЭС, позднее работал в Международной академии экологии.
Дочь Екатерина Степанкова (род. 1972), с 1998 актриса Театра Романа Виктюка (Москва); с 2007 режиссёр Киевского театра драмы и комедии на левом берегу Днепра.

## Награды и звания
- Герой Украины с вручением ордена Державы (2007) — за самоотверженное служение Украине в области театрального и киноискусства, утверждение идеалов духовной красоты, человеческого достоинства и добра, многолетнюю подвижническую творческую деятельность[11][12]
- Заслуженная артистка УССР (1960)
- Народная артистка УССР (1967)[13]
- Народная артистка СССР (16 июня 1978) — за большие заслуги в развитии советского театрального искусства[14]
- Государственная премия Украинской ССР имени Т. Г. Шевченко (1981) — за исполнение ролей Любови Андреевны Раневской, Леси Украинки, Надежды Гавриленковой в спектаклях «Вишнёвый сад» А. П. Чехова, «Надеяться» Ю. Щербака, «Хозяйка» М. Гараевой
- Государственная премия Украины имени Александра Довженко (2017) — за выдающийся вклад в развитие украинского киноискусства[15]
- Премия Ленинского комсомола Украинской ССР имени Н. А. Островского (1971)
- Орден «За заслуги» І степени (2009) — за весомый личный вклад в дело консолидации украинского общества, перестройку демократического, социального и правового государства и по случаю Дня Соборности Украины[16]
- Орден «За заслуги» ІІІ степени (1997) — за значительные личные заслуги в развитии отечественной культуры и искусства, весомые творческие достижения[17]
- Орден княгини Ольги III степени (2002) — за значительный личный вклад в социально-экономическое и духовное развитие Украины, весомые трудовые достижения и по случаю 11-й годовщины независимости Украины[18]
- Орден Дружбы (2007, Россия) — за большой вклад в укрепление и развитие российско-украинских культурных связей[19]
- Орден Трудового Красного Знамени
- Орден «Знак Почёта»
- Медаль «За доблестный труд. В ознаменование 100-летия со дня рождения Владимира Ильича Ленина» (1970)
- Медаль «В память 1500-летия Киева» (1982)
- Медаль «Ветеран труда»
- Юбилейная медаль «25 лет независимости Украины» (2016) — за значительные личные заслуги в становлении независимой Украины, утверждении её суверенитета и укреплении международного авторитета, весомый вклад в государственное строительство, социально-экономическое, культурно-образовательное развитие, активную общественно-политическую деятельность, добросовестное и безупречное служение Украинскому народу[20]
- Лучшая актриса года по опросу журнала «Советский экран» (1971)
- Приз VII Московского международного кинофестиваля за лучшую женскую роль (фильм «Салют, Мария!», 1971)
- Премия «Киевская пектораль» в номинации «Лучшая женская роль» (Паола в спектакле «Дама без камелий» Т. Рэттигана) (1991—1992)
- Специальный приз кинофестиваля «Стожары» за весомый вклад в киноискусство (1995)
- Премия «Хрустальный слон» в номинации «Выдающаяся актёрская семья» (1996)
- Премия «Киевская пектораль» в номинации «Лучшая женская роль» (Розали в спектакле «Обманутая» по Т. Манну) (1997)
- Премия «Киевская пектораль» в номинации «За весомый вклад в театральное искусство» (2004)
- Победитель общенациональной акции «Звезда Украины» в номинации «Звезда украинского искусства» (2004)
- Международный фестиваль продюсерского кино «Кино-Ялта» (Специальный приз «За верность профессии», 2007)
- Золотая медаль имени Н. Д. Мордвинова «За выдающийся вклад в театральное искусство» театрального форума «Золотой Витязь» (2008)[21]
- Международная премия Н. В. Гоголя в Италии (2012)[22]
- премия «Киевская пектораль» в номинации «Лучшая женская роль» (Клод в спектакле «Похоже на счастье» П. Пальмада и К. Дютюрона) (2015)
- Премия Союза театральных деятелей Украины имени М. К. Заньковецкой
- Почётный гражданин Киева (2007)[23]
- Почётный гражданин Глухова (2008)

## Театральные работы
Национальный академический драматический театр имени Леси Украинки (Киев)
- 1959 — «Юность Поли Вихровой» Л. М. Леонова — Поля Вихрова
- 1959 — «Товарищи романтики» М. А. Соболя — Алёнушка
- 1959 — «Машенька» А. Н. Афиногенова — Машенька
- 1960 — «Последние» М. Горького — Вера
- 1962 — «Перед ужином» В. С. Розова — Ирина
- 1962 — «Палата» С. И. Алёшина — медсестра
- 1963 — «На дне» М. Горького — Наташа
- 1963 — «Поворот ключа» М. Кундеры — Алёна
- 1963 — «Киевская тетрадь» В. Н. Собко — Валя
- 1963 — «Иду на грозу» по Д. А. Гранину — Женя
- 1964 — «Платон Кречет» А. Е. Корнейчука — Майка
- 1964 — «104 страницы про любовь» Э. С. Радзинского — Наташа
- 1965 — «Далёкие окна» В. Н. Собко — Соня
- 1965 — «Кто за? Кто против?» П. А. Загребельного — Таня
- 1966 — «Поднятая целина» по М. А. Шолохову — Варюха
- 1966 — «Сегодня и ежедневно» В. Ю. Драгунского — Ирина
- 1966 — «Насмешливое моё счастье» Л. А. Малюгина — Лика Мизинова
- 1966 — «Хождение по мукам» по А. Н. Толстому — Даша
- 1967 — «Варшавская мелодия» Л. Г. Зорина — Гелена Модлевская
- 1967 — «Брак по конкурсу» К. Гольдони — Лизетта
- 1969 — «Справедливость — моё ремесло» Л. Жуховицкого — Мухина
- 1970 — «Разгром» по А. А. Фадееву — Варя
- 1971 — «Кто-то должен» Д. А. Гранина — Клава
- 1971 — «Каменный властелин» Л. Украинки — Долорес
- 1973 — «Бесприданница» А. Н. Островского — Лариса Дмитриевна Огудалова
- 1974 — «Последние дни» М. А. Булгакова — Натали Гончарова
- 1975 — «Вечерний свет» А. Н. Арбузова — Тамара
- 1975 — «Русские люди» К. М. Симонова — Валя
- 1975 — «Странный доктор» А. В. Софронова — Трубачёва
- 1976 — «Иванов» А. П. Чехова — Саша
- 1976 — «Как важно быть серьёзным» О. Уайльда — Сесилия
- 1978 — «Хозяйка» М. В. Гараевой — Гавриленкова
- 1979 — «Надеяться» Ю. Н. Щербака — Леся Украинка
- 1980 — «Прошу занести в стенограмму» Р. К. Феденёва — Фрунова
- 1980 — «Вишнёвый сад» А. П. Чехова — Любовь Андреевна Раневская
- 1981 — «Визави» В. В. Врублевской — Анна
- 1982 — «Игрок» по Ф. М. Достоевскому — Бланш
- 1983? — «Пер Гюнт», литературно-музыкальная композиция по Г. Ибсену; режиссёр Б. В. Эрин/Концертное исполнение — Осе, Сольвейг, Женщина в зелёном, Ингрид, Анитра, Врач в сумасшедшем доме
- 1983 — «Филумена Мартурано» Э. де Филиппо — Филумена Мартурано
- 1984 — «Печка на колесе» Н. А. Семёновой — Фрося
- 1985 — «Рядовые» А. А. Дударева — Вера
- 1985 — «Призвание» В. В. Врублевской — Юлия
- 1986 — «Мамаша Кураж и её дети» Б. Брехта — мамаша Кураж
- 1987 — «А этот выпал из гнезда» Д. Вассермана по роману «Пролетая над гнездом кукушки» К. Кизи — сестра Крысчед
- 1987 — «Священные чудовища» Ж. Кокто; режиссёр Р. Г. Виктюк — Эстер
- 1988 — «Перламутровая Зинаида» М. М. Рощина — Патриция
- 1992 — «Дама без камелий» Т. Рэттигана; режиссёр Р. Г. Виктюк — Паола
- 1992 — «Загадка дома Вернье» Р. Тома по повести «Нежданный гость» А. Кристи; режиссёр Н. Батурина — Лаура Вернье
- 1993 — Бенефис «Благо — дарю!..», по мотивам пьес А. Дьяченко; режиссёр К. П. Степанков
- 1993 — «Пять пудов любви» по пьесе «Чайка» А. П. Чехова; режиссёр Э. Митницкий — Ирина Николаевна Аркадина
- 1997 — «Бульвар Сан-Сет» Ч. Брэкетта, Б. Уайлдера и М. Маршмана-мл.; режиссёр Р. Виктюк — Норма Десмонд

ТеатрДом (Санкт-Петербург)
- 2000 — «Голубки» Полы Вогил[англ.]; режиссёр В. В. Долгачёв — Лилиан
- 2004 — «Мой драгоценный клад» В. М. Вербина; режиссёр Б. Л. Мильграм

Национальный драматический театр имени Ивана Франко (Киев)
- 2003 — «Варшавская мелодия — 2» Л. Г. Зорина; режиссёр И. Афанасьев/«Миленниум-Арт» (США) — Гелена[24][25]
- 2007 — «Качество звезды» Н. Кауарда; режиссёр А. Лисовец — Примадонна

Киевский академический театр драмы и комедии на левом берегу Днепра
- 1997 — «Обманутая» по Т. Манну; режиссёр Д. М. Богомазова — Розали
- 2009 — «Розовый мост» Р. Дж. Уоллера; режиссёр Е. К. Степанкова — Франческа Джонсон
- 2010 — «Вася должен позвонить» К. Рубиной; режиссёр Е. К. Степанкова — Рута

Киевская академическая мастерская театрального искусства «Созвездие»
- 1995 — «Не боюсь серого волка» Э. Олби; режиссёр А. В. Жолдак — Марта-Джордж
- 2009 — «Будьте как дома» Ж. Шевре; режиссёр Е. К. Степанкова — Морион Дюпре
- 2014 — «Похоже на счастье» П. Пальмада и К. Дютюрона; режиссёр Е. К. Степанкова — Клод

StageRC (Лондон)
- 2018 — «Какого чёрта!» И. Иоаннесян, Н. Болтянской; режиссёр А. А. Маньковская — Анна Андреевна

## Фильмография
- 1956 — Когда поют соловьи — Марьяна
- 1956 — Кровавый рассвет — Гафийка Волик
- 1956 — Павел Корчагин — Христина
- 1957 — Конец Чирвы-Козыря — Оксана
- 1957 — Шельменко-денщик — Прысинька
- 1958 — Флаги на башнях — Оксана Литовченко
- 1959 — Когда начинается юность — Марина, сестра Ивана
- 1960 — Летающий корабль — Лебёдушка
- 1961 — Лесная песня — полевая русалка
- 1969 — Тяжёлый колос — Дарья
- 1970 — Салют, Мария! — Мария Ткачёва
- 1971 — Всего три недели — Людмила
- 1972 — Укрощение огня — Наталья Башкирцева
- 1973 — Страницы дневника — Изабелла
- 1973 — 1983 — Вечный зов (фильмы первый и второй) — Анна Кафтанова, жена Фёдора Савельева
- 1974 — Рыцарь Вася (короткометражный)
- 1974 — Трудные этажи — Лидия Северцова
- 1975 — Волны Чёрного моря — Татьяна Ивановна, тётя Пети и Павлика
- 1977 — Девочка, хочешь сниматься в кино? — актриса Вера Фёдоровна, играющая роль матери Инги
- 1978 — Дети как дети — Таня, мама Димы
- 1978 — Море — Вера Галузо
- 1978 — Накануне премьеры — Ксения Павловна, жена Патова, бывшая актриса
- 1979 — Киевские встречи (киноальманах) (новелла «Остановись, мгновенье…») — Мария
- 1979 — Летние каникулы
- 1979 — Осенняя история — Анна Георгиевна Зорина, заведующая ГорОНО
- 1979 — Поэма о крыльях — Юлия Николаевна Туполева
- 1979 — Семейный круг — Татьяна Михайловна Сомова
- 1980 — Овод — Джулия Бёртон, жена Джеймса
- 1980 — Заключённый Второй авеню — Эдна Эдисон
- 1981 — Было у отца три сына — Зинаида Михайловна, мать трёх сыновей
- 1981 — Медвежонок — жена Алпатова
- 1981 — Осенняя дорога к маме (короткометражка) — Татьяна Кирилловна, воспитывающая водиночку семерых детей
- 1982 — Открытие — главная роль
- 1983 — Высокая проба — Ольга
- 1983 — Последний довод королей — Эстер Таунсенд, секретарь президента
- 1985 — Кармелюк — Ольга Тимофеевна
- 1985 — Мужчины есть мужчины — Вера Васильевна, директор школы
- 1986 — В одну-единственную жизнь — Ирина
- 1986 — Мама, родная, любимая… — доктор
- 1990 — 1991 — Семнадцать левых сапог — Татьяна Сергеевна
- 1992 — 4 листа фанеры — мать Богдана Мазепы
- 1998 — Две луны, три солнца — мать Алексея
- 2001 — На поле крови — Мелхола
- 2002 — Дурная привычка — тётя Поля, пожилая певица
- 2002 — Ниро Вульф и Арчи Гудвин (Фильм 3 «Голос с того света») — вдова
- 2002 — Подмосковная элегия — Варвара Петровна Черкасская
- 2002 — Шукшинские рассказы (новелла «Бессовестные») — Отавина
- 2003 — Завтра будет завтра — Мария Антоновна, директор детдома
- 2003 — Северный сфинкс — Вера Семёновна Просёлкова
- 2004 — 32 декабря — Маргарита Николаевна
- 2004 — В двух километрах от Нового года — Ада
- 2004 — Зимний роман — Нина Петровна
- 2004 — Они танцевали одну зиму — Инна Ильинична, мама Андрея
- 2004 — Панна — мать
- 2004 — Тебе, настоящему — Вера Алексеевна
- 2005 — Летучая мышь — бабушка Иды и Адели
- 2005 — Охота на изюбря — бабушка Ирины Денисовой
- 2005 — 2006 — Плюс бесконечность — секретарь
- 2006 — Девять жизней Нестора Махно — Евдокия Матвеевна Махно
- 2006 — Мой генерал — Элеонора Яковлевна
- 2006 — Счастье по рецепту — Евгения Вениаминовна, бабушка
- 2006 — Утёсов. Песня длиною в жизнь — Елена Осиповна Ленская, жена Утёсова
- 2006 — Цветы для Снежной королевы — Жанна Семёновна, домработница
- 2007 — Кавказ — Мария, свекровь Софьи
- 2007 — Мужская интуиция — мать Кирилла
- 2007 — Оплачено смертью — Аврора Морозова
- 2007 — Убить змея — Наталья Дмитриевна
- 2008 — Адмиралъ — Анна Тимирёва в старости
- 2008 — Блаженная — жена Прохорова
- 2008 — Ермоловы — Антонина Ермолова
- 2008 — Клоуны — бывшая дрессировщица
- 2008 — Мавка — Дульсинея
- 2008 — Наследство — Светлана Петровна Прохорова
- 2008 — Неодинокие — Виолетта Павловна
- 2008 — Приключения на хуторе близ Диканьки — баба Ганна
- 2008 — Провинциалка — мать Игоря
- 2008 — Чёрное платье — Зинаида Фёдоровна, мать Наташи
- 2008 — Я вернусь — бабушка
- 2009 — 1941 — баба Катя
- 2009 — Акула — Лидия Петровна
- 2009 — Это я — Оксана Николаевна, акушер
- 2009 — На открытой воде — Дульсинея Поликарповна
- 2009 — Тарас Бульба — жена Тараса Бульбы
- 2009 — Адмиралъ (телесериал) — Анна Тимирёва в старости
- 2010 — Гербарий Маши Колосовой — мама Миши
- 2010 — Клеймо — Ольга Луганская
- 2010 — Мама (короткометражный)
- 2010 — Я тебя никому не отдам — Римма Ивановна, учительница музыкальной школы
- 2010 — Пенсионеры (не был завершён) — Генриетта Семечко
- 2011 — «Кедр» пронзает небо — Ольга Ивановна (Хельга Шлосс)
- 2011 — Огни притона — Ефросинья Петровна, мать Любы
- 2011 — Танец нашей любви — Валентина
- 2011 — Тёмные воды — тётя Нюра
- 2011 — Улыбка судьбы — Вера Сергеевна
- 2012 — Влюблённые в Киев (киноальманах) (новелла «Собачий вальс») — Надежда Георгиевна
- 2012 — Защитница — Серафима Ивановна
- 2012 — Ефросинья — Мария Леонтьевна
- 2012 — Лист ожидания — Вера Яковлевна
- 2012 — Личная жизнь следователя Савельева — тётя Савельева
- 2012 — Мамочка моя — Галина Ивановна
- 2012 — Мечтать не вредно — Анна Ивановна
- 2012 — Серебристый звон ручья — бабушка Шура
- 2012 — Счастливый билет — Анна Григорьевна
- 2013 — Агент — Ада
- 2013 — Дурная кровь — матушка Ефимия
- 2013 — Позднее раскаяние — торговка цветами
- 2013 — Редкая группа крови — Ольга Игоревна
- 2013 — Там, где есть счастье для меня — Вера Ивановна
- 2013 — Кривое зеркало души — Клавдия Григорьевна Макарова, бабушка Терентьевых
- 2013 — Шеф полиции — Мария Григорьевна, учительница химии на пенсии
- 2013 — Я рядом — Серафима
- 2014 — Боцман Чайка — Лидия, мать боцмана Чайки
- 2014 — Дворняжка Ляля — Евгения Семёновна Черкасова
- 2014 — Личное дело — Нина Даниловна
- 2014 — Опасная любовь — мать Ивана
- 2015 — Красная королева — Августа Леонтьевна Флоринская
- 2015 — Орлова и Александров
- 2015 — Плохая соседка — Искра
- 2015 — Цветок папоротника — баба Катя
- 2016 — Сказка старого мельника — мать Адама
- 2016 — Спросите у осени — Оксана Тимофеевна
- 2016 — Я люблю своего мужа — Полина
- 2017 — Кольцо с рубином — Екатерина Добровольская
- 2017 — Рецепт любви — баронесса, мать Эдуарда
- 2019 — 11 дней из Моршина
- 2019 — Выбор матери — Рита
- 2020 — Сага — Богдана в старости
- 2020 — Отпуск в сосновом лесу
- 2020 — Преданная — Княгиня
- 2020 — Первые ласточки. Zависимые — Надежда Ивановна
- 2021 — Нарисуй мне маму

### Телеспектакли
- 1971 — Каменный хозяин (укр. Камінний господар) — донна Анна
- 1977 — Насмешливое моё счастье — Лика Мизинова
- 1978 — Хозяйка — Лика Мизинова
- 1993 — Благо — дарю!.. — Она

## Участие в фильмах
- 2006 — Олег Борисов (из цикла передач телеканала ДТВ «Как уходили кумиры») (документальный)
- 2007 — Ада Роговцева. «Я умерла вместе с ним» (документальный)
- 2009 — Позднее счастье Ольги Волковой (документальный)
- 2010 — Екатерина Васильева. Из тени в свет перелетая (документальный)

## Фильмы об Аде Роговцевой
- 2012 — «Вечный зов Ады Роговцевой» (Первый канал, автор Н. Ядкова, режиссёр Д. Трофимов)[2]